# Tjum

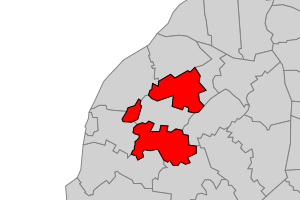
Ligging van de voormalige gemeente.

Tjum is een voormalige gemeente in Friesland, die bestond vanaf 1 januari 1812 tot 10 oktober 1816 waarna de gemeente opgegaan is in Franekeradeel.
De gemeente had als hoofdplaats Tzum. Dit dorp bleef ook hoofdplaats van Franekeradeel tot de gemeentelijke herindeling in 1984.
Aengwirden (1934) · Almenum (1816) · Baarderadeel (1984) · Barradeel (1984) · het Bildt (2018) · Bolsward (2011) · Boornsterhem (2014) · Dokkum (1984) · Dongeradeel (2019) · Doniawerstal (1984) · Ferwerderadeel (2019) · Franeker (1984) · Franekeradeel (1984) · Franekeradeel (2018) · Gaasterland (1984) · Gaasterland-Sloten (2014) · Haskerland (1984) · Hemelumer Oldeferd (1984) · Hennaarderadeel (1984) ·  Hindeloopen (1984) · Idaarderadeel (1984) · IJlst (1984) · Kollumerland en Nieuwkruisland (2019) · Lemsterland (2014) · Leeuwarderadeel (2018) · Littenseradeel (2018) · Menaldumadeel (2018) · Nijefurd (2011) · Oostdongeradeel (1984) · Rauwerderhem (1984) · Schoterland (1934) · Skarsterlân (2014) · Sloten (1984) · Sneek (2011) · Stavoren (1984) · Tjum (1816) · Utingeradeel (1984) · Westdongeradeel (1984) · Wonseradeel (2011) · Workum (1984) · Wymbritseradeel (1984) · Wymbritseradeel (2010)

Grietenij · Kwartieren van Friesland